# Magnolia blaoensis
Magnolia blaoensis là một loài thực vật có hoa trong họ Magnoliaceae. Loài này được (Gagnep.) Dandy mô tả khoa học đầu tiên năm 1974.